# Iglesia de San Antonio de Padua (Belgrado)
La iglesia de San Antonio de Padua en Belgrado es una iglesia católica diseñada por Jože Plečnik ubicada en la calle Bregalnička 14, Zvezdara.

## La Iglesia
En una de las colinas periféricas hacia Zvezdara, cerca de Crveni krst, entre las calles Bregalnička y Pop Stojanova, se alza una iglesia muy poco común en Belgrado. En la comunidad eclesiástica católica-parroquia se fundó en 1925 el convento de la orden franciscana de la provincia bosnia. La iglesia fue dedicada a San Antonio de Padua, y se construyó entre 1929 y 1932 en memoria de los 700 años de su muerte. Seguidor de Francisco de Asís y gran predicador, uno de los santos cristianos occidentales más respetados, originario de Lisboa, donde vivió a finales del siglo XII y en la primera mitad del XIII, descansa en la ciudad italiana de Padua. El diseño de esta iglesia de Belgrado corrió a cargo de un destacado arquitecto esloveno y centroeuropeo de finales del siglo XIX y la primera mitad del XX, Jože Plečnik (1872-1957), alumno del famoso arquitecto vienés Otto Wagner, más tarde profesor de arquitectura en la universidad de Praga. La idea de contratar al arquitecto Plečnik surgió del padre Josip Markušić, y después del proyecto realizado para los franciscanos de Eslovenia. Todo el concepto del edificio se confió totalmente al arquitecto.

## El exterior
Este monumental edificio circular (rotonda), impresionante por sus dimensiones y por su forma, por el plano central de la base y por el color, es decir, por la materialización -revestimiento de ladrillo-, representa el retorno a los modelos antiguos, a los inicios del cristianismo, a los patrones de la arquitectura sacra paleocristiana y bizantina primitiva, especialmente a los ejemplos de Roma, Constantinopla, Salónica y Rávena (el Panteón de Roma, las fuentes o baptisterios paleocristianos, la iglesia de San Vitale de Rávena, la iglesia de Sergio y Baco de Constantinopla, la iglesia de San Jorge de Salónica), así como a las posteriores iglesias medievales, renacentistas y barrocas del tipo central.

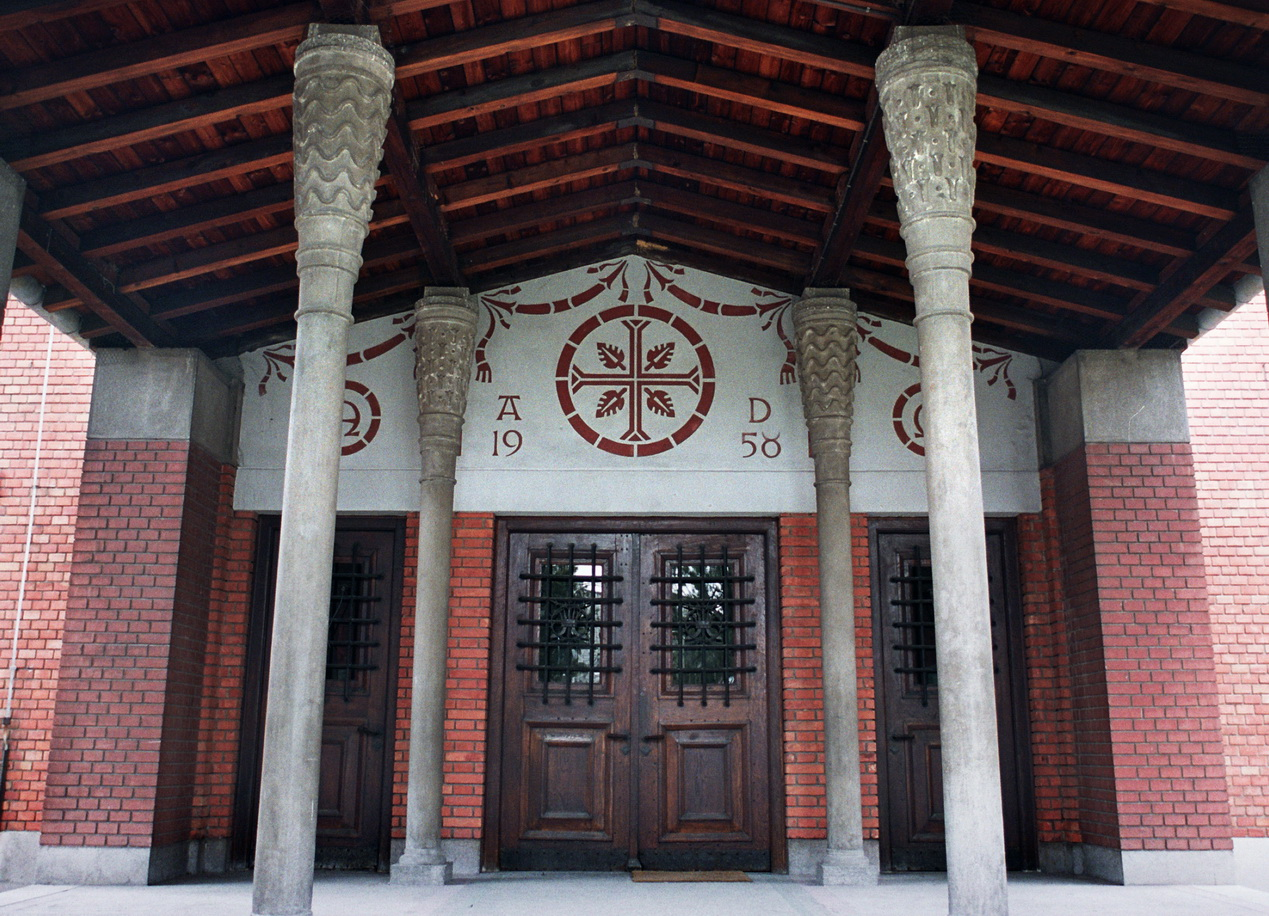
La Iglesia de San Antonio de Padua en Belgrado – la entrada

El edificio tiene la forma básica de rotonda, con un ábside en el este, el pórtico en el oeste y el campanario cilíndrico en el lado sureste; no se construyó según el proyecto inicial, sino según el segundo, ligeramente alterado, del arquitecto Plečnik. En la forma de la base -junto con la enorme forma circular con el círculo más pequeño inclinado- la lectura simbólica y la conexión con la representación iconográfica del patrón del templo sosteniendo al niño Jesucristo. El pórtico con alero de madera está sostenido por tres pares de finas columnas, así como por pilares de sección cuadrada. Las columnas continúan en el vestíbulo (nártex), flanqueado por las capillas rectangulares más pequeñas. La sala principal es circular y cilíndrica, de 25 m de diámetro y 17,5 m de altura, con caracolas laterales, es decir, capillas en forma de herradura en el espesor de los muros de la rotonda, destinadas a pequeños altares especiales y al confesionario. Tanto en el lado norte como en el sur hay tres caracolas, mientras que frente a la entrada, en el ábside, se encuentra el altar mayor, es decir, un profundo presbiterio, bajo el cual hay una cripta. La forma de rotonda también se ve acentuada por los paneles de mármol del suelo, especialmente colocados y de diferentes colores. Debido a la gran altura de la iglesia, se formaron tres galerías. Sobre la entrada hay una pequeña galería con el órgano, la segunda galería en forma de herradura se extiende hasta el altar, mientras que la galería superior es un deambulatorium, y se extiende a lo largo de toda la circunferencia de la rotonda, permitiendo así la mayor penetración de luz natural. Sobre la entrada hay un óculo mayor en el nivel de la primera galería. El nicho en el nivel de la segunda galería está reservado para la escultura de San Antonio, aún no realizada. Se prestó especial atención a la realización de los detalles de los capiteles del pórtico y del vestíbulo de entrada.

## El interior
Hasta la Segunda Guerra Mundial, el interior de la iglesia estaba equipado con los altares y el mobiliario eclesiástico, y se fue terminando más tarde, mientras que el campanario monumental de 52 m de altura y 9 m de diámetro se construyó en 1962 según los diseños ligeramente modificados del arquitecto Plečnik, y de acuerdo con las instrucciones de su alumno Janez Valentinčić. Junto con el campanario, también realizó diseños para el pórtico de entrada, el suelo de piedra del presbiterio, los bancos, el órgano y las lámparas de araña. También participaron en el diseño algunos artistas eslovenos: canteros, fundidores y carpinteros, de los cuales el más destacado fue el escultor Božo Pengov. El altar mayor de San Antonio se encuentra en el ábside, con la escultura en bronce del patrón de la iglesia sosteniendo al niño Jesucristo, obra de Ivan Meštrović, colocada en 1935. El altar del Corazón de Jesús y el altar de la Señora (Anunciación de María) se colocaron en las caracolas norte y sur, observadas desde el altar mayor, y más allá se encuentran los altares de San José y San Francisco de Asís, así como el altar inacabado del sufrimiento de Cristo. En el patio de la iglesia, en dirección a la calle Bregalnička, hay un edificio de dos plantas con frontón neobarroco, en el que hay una pequeña escultura de San Antonio con el niño Cristo. Ese edificio está destinado a ser una casa parroquial y un convento, donde reside el jefe de la guardia del monasterio.

## La importancia

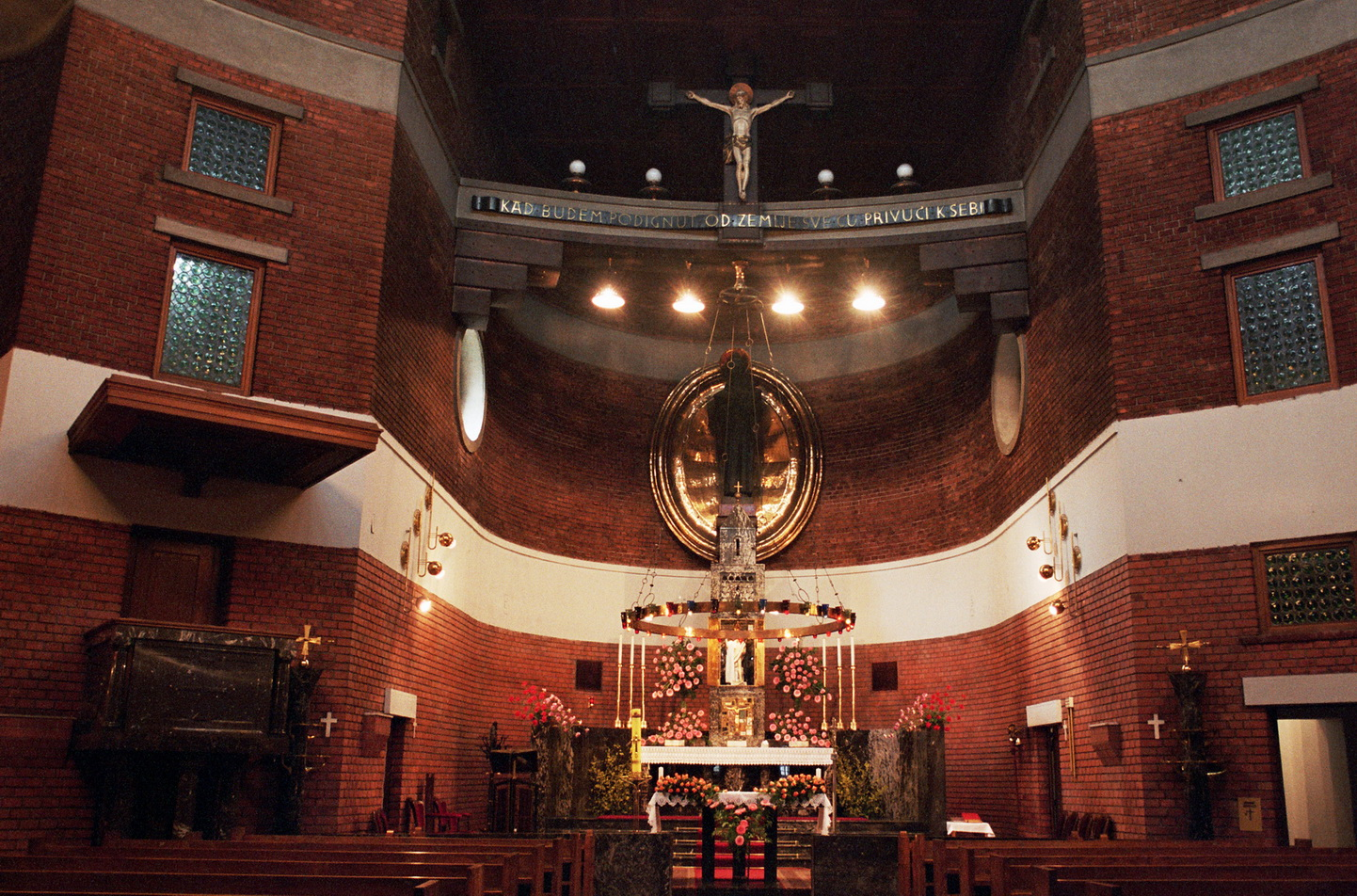
La iglesia de San Antonio de Padua en Belgrado

La iglesia de San Antonio de Padua es la única, única y original realización del arquitecto esloveno Plečnik en Belgrado, pertenece al grupo de sus realizaciones sacras más importantes, y destaca entre toda su obra. Es uno de los raros ejemplos entre el resto de iglesias de esta orden católica, de formas mayoritariamente basilicales, debido al tipo del edificio central. Por su modernidad, encaja en la arquitectura belgradense de entreguerras. Los muros de hormigón armado están revestidos de ladrillo rojo, tanto por dentro como por fuera, salvo las coronas de hormigón y los marcos de piedra, en el espíritu de la época, e incluso adelantándose a la arquitectura de su tiempo, ya que anticipan el uso de los materiales en la arquitectura contemporánea del periodo comprendido entre la séptima y la octava década del siglo XX. De acuerdo con la idea, en primer lugar se presentó el retorno al arquetipo y a la fuente del cristianismo, ya que el concepto cristiano universal se implementó con el juego de influencias de la arquitectura cristiana occidental temprana y bizantina. Además de los oficios religiosos, en la iglesia se celebran conciertos de música espiritual.
La iglesia de San Antonio fue declarada monumento cultural en 2010. (La Decisión, el “Boletín Oficial RS, n° 29/10).

## Otras lecturas
- 1. A., El primer templo monumental de Belgrado, Gaceta Literaria Serbia, 36, 1932.
- 2. Mientras que el templo de San Sava lleva décadas construido, los franciscanos pronto terminarán la iglesia de San Antonio, Vreme, 2. Febrero de 1932.
- 3. M. Мušič, Plečnik en Belgrado, ZLUMS, 9, 1973.
- 4. M. Мušič, Jože Plečnik, Partizanska knjiga, Liubliana, 1986.
- 5. P. Krečič, Plečnik: The Complete Works, AD, Londres, 1993.
- 6. D. Prelovšek, Jože Plečnik 1872–1957, Architecture Perennis, Yale Un. Prensa, New Haven, 1997.
- 7. D. Prelovšek, El arte sacro de Plečnik, Ognjište, Koper, 1999.
- 8. Z. Маnević, Plečnik y Belgrado, Sveske DIUS, 14, Belgrado, 1983.
- 9. Т. Damljanović, Dos templos para dos confesiones: la búsqueda de lo bizantino moderno, The Heritage, VI, Belgrado, 2005, 77–84.
- 10. P. Krečič, La Iglesia de San Antonio de Padua en Belgrado: la evaluación de la protección del patrimonio y las directrices para la reconstrucción, The Heritage, VI, Belgrado, 2005.
- 11. Patrimonio arquitectónico: moderno, pero bizantino, Politika, 22 de junio de 2005.
- 12. K. Glišić, Iglesias católicas romanas en el territorio de Belgrado, tesis de maestría, Facultad de Filosofía de la Universidad de Belgrado, 2007.